# Regal Petroleum
Regal Petroleum je petrokemijska industrija koja se bavi eksploatacijom nafte i zemnog plina. Tvrtku je u studenom 1996. osnovao Frank Timiş, a njeno sjedište je u Londonu. Regal Petroleum ima svoja postrojenja u Rumunjskoj, Ukrajini, Grčkoj i Egiptu, otkuda crpi energente.

## Vanjske poveznice
- Službena web stranica Regal Petroleuma